# Gamocarpha alpina
Gamocarpha alpina är en calyceraväxtart som först beskrevs av Eduard Friedrich Poeppig och Christian Friedrich Lessing, och fick sitt nu gällande namn av H.V. Hansen. Gamocarpha alpina ingår i släktet Gamocarpha och familjen calyceraväxter. Inga underarter finns listade i Catalogue of Life.